# Friedensdorf International
Friedensdorf International e. V. ist eine Hilfseinrichtung in Oberhausen und Dinslaken, die kranke und verletzte Kinder aus Kriegs- und Krisengebieten zur medizinischen Versorgung nach Deutschland holt. Nach Abschluss der Behandlung kehren die Kinder zu ihren Familien zurück.

## Geschichte
Der Verein wurde am 6. Juli 1967 von Oberhausener Bürgern anlässlich des Sechs-Tage-Kriegs gegründet und nahm als Bürgerinitiative Aktion Friedensdorf e. V. seine Arbeit auf. Ziel war es, den unschuldigsten Opfern der Kriege und Krisen schnelle, unbürokratische Hilfe zu leisten. Die Arbeit konzentrierte sich nach Ende des Sechs-Tage-Krieges auf die Opfer des Vietnamkrieges. In Oberhausen entstanden zu der Zeit Unterkünfte (das Friedensdorf) für Kinder, die nach der Behandlung weitere Betreuung (Rehabilitation) benötigten. Neben der Hilfe für die vietnamesischen Kinder in Deutschland entstanden elf Friedensdörfer in verschiedenen Provinzen Vietnams, Schulen und knapp einhundert Gesundheitsstationen. Inzwischen arbeiten diese Projekte weitgehend unabhängig vom Friedensdorf und in Eigenregie der Partner vor Ort.

## Arbeit

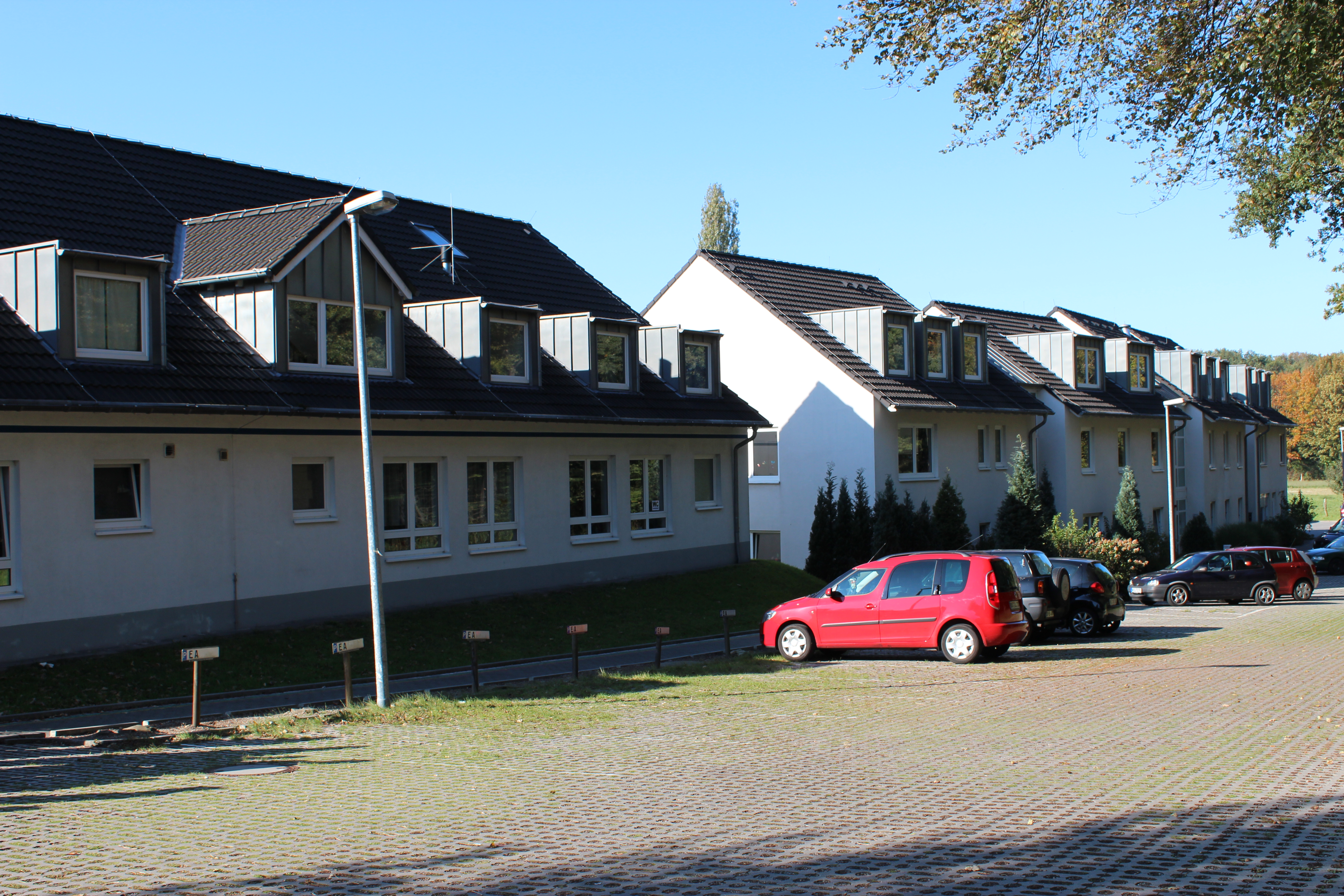
Gebäude des Bildungswerks

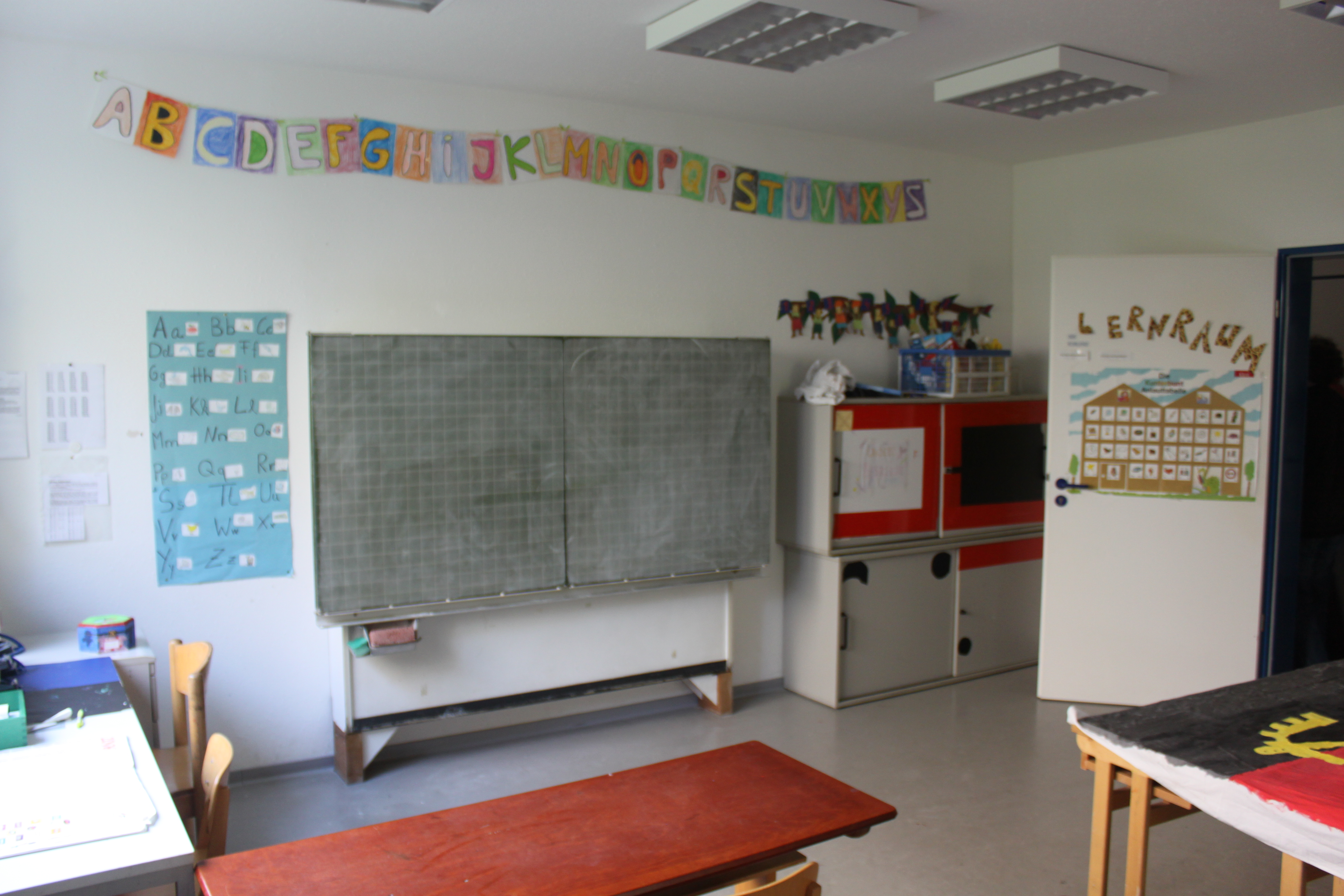
Lernraum

Seit Gründung des Friedensdorfes sind weitere Aufgabenfelder hinzugekommen. Heute gibt es drei Schwerpunkte:
- Medizinische Einzelfallhilfe für verletzte und kranke Kinder, deren Versorgung in den Heimatländern nicht möglich ist.
- Planung und Organisation von Hilfsprojekten in Kriegs- und Krisengebieten zur Verbesserung der medizinischen Versorgung vor Ort.
- Friedenspolitische Arbeit zur Förderung humanitären Bewusstseins und sozialen Engagements.

Für die Einzelfallhilfe werden Kinder nach Deutschland geholt und in einem der zahlreichen kooperierenden europäischen Krankenhäuser kostenlos behandelt. Es folgt eine Reha im Friedensdorf Oberhausen, bevor die Kinder in ihre Heimat zurückkehren. Etwa eintausend Kinder pro Jahr werden von der Einrichtung betreut, das heißt aufgenommen oder wieder in ihre Heimat gebracht. Die Haupteinsatzländer sind heute Angola und Afghanistan. Im April 1987 kamen erstmals afghanische Kinder aus einem Flüchtlingslager in Pakistan nach Deutschland, Anfang 2010 fand bereits der 60. Hilfseinsatz am Hindukush statt.
Die Hilfsprojekte dienen in erster Linie der medizinischen und humanitären Versorgung in Kriegs- und Krisengebieten. Es entstehen Friedensdörfer, Basisgesundheitsstationen, Orthopädiewerkstätten. In Kambodscha arbeiten beispielsweise bereits zwölf Basisgesundheitsstationen erfolgreich. Das Friedensdorf fördert diese finanziell und logistisch und übergibt sie abschließend an regierungsunabhängige Partnerorganisationen vor Ort.
Das Friedensdorf Bildungswerk ist anerkannter Träger der Familienbildung in Nordrhein-Westfalen, mit den Arbeitsschwerpunkten Friedenspädagogik, Entwicklungspolitik, interkulturelle Begegnungen und globales Lernen für Familien, Schulklassen und Erwachsene.
Darüber hinaus werden Kleidersammlungen durchgeführt. Ein Großteil der Kleidung wird für die Hilfsprojekte verwendet, ein anderer Teil in den Interläden des Friedensdorfes verkauft; der Erlös fließt in die Arbeit für die Kinder aus Kriegs- und Krisengebieten.
Seit 1997 organisiert der Verein jährlich mit Hilfe der Bevölkerung eine Paketaktion für notleidende Menschen in den Kaukasusländern und Zentralasien.
Der Verein hat sechs „Botschafter“: Schauspieler Günter Lamprecht, die Torwart-Legende Hans Tilkowski, den ehemaligen NRW-Arbeitsminister Harald Schartau, Heinz Klaus Strick (Schulleiter), Uli Preuss (Journalist) und die berühmte japanische Schauspielerin und Entertainerin Chizuru Azuma.
Im September 2020 veröffentlichten Reinhard Mey & Freunde eine Neuaufnahme seines Liedes Nein, meine Söhne geb’ ich nicht zu Gunsten des Friedensdorfes.

## Stiftung
Im Jahr 2001 wurde die Friedensdorf Stiftung ins Leben gerufen, aus deren Zinserlösen seither Hilfsprojekte in Krisengebieten finanziell unterstützt werden.

## DZI-Spendensiegel
Das Deutsche Zentralinstitut für soziale Fragen vergibt seit 1991 jährlich das DZI-Spendensiegel, und seitdem erhielt das Friedensdorf dieses Prüfsiegel.